# 1132 Холандија
1132 Холандија (енгл. 1132 Hollandia) је астероид главног астероидног појаса са средњом удаљеношћу од Сунца која износи 2,682 астрономских јединица (АЈ).
Апсолутна магнитуда астероида је 10,6 а геометријски албедо 0,121.